# Donnie Munro

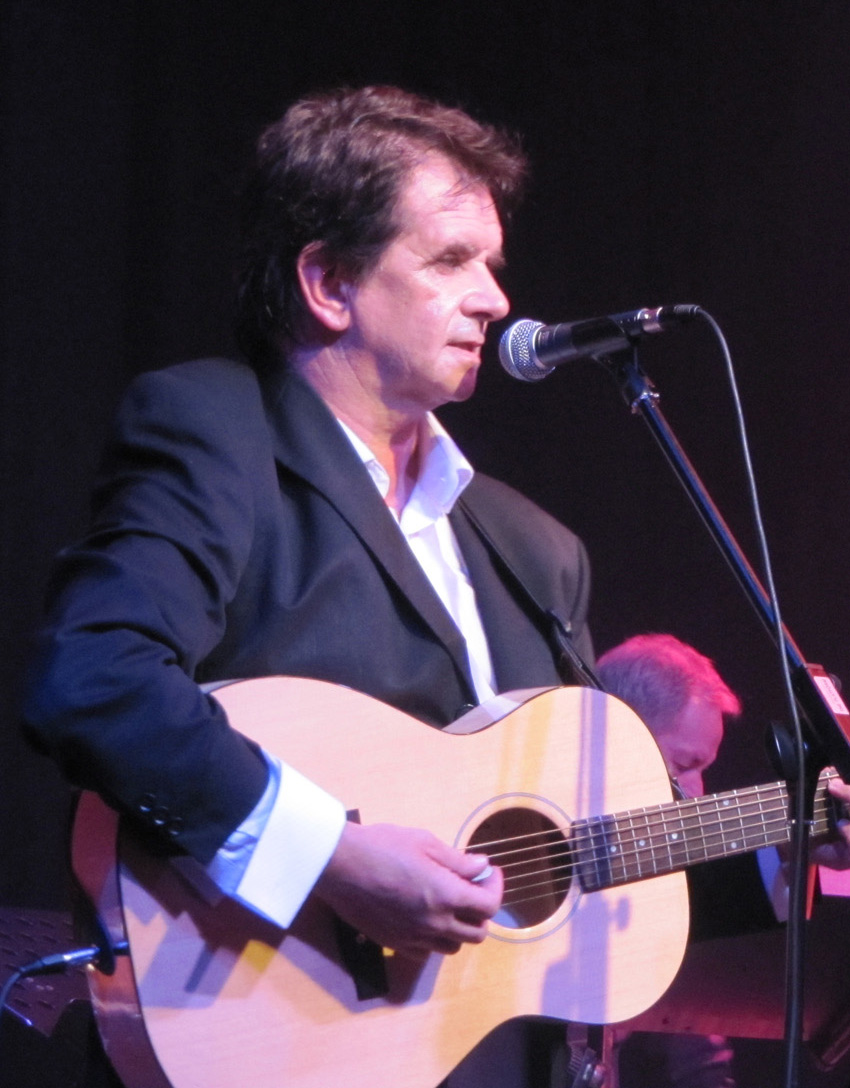
Donnie Munro, 2010

Donnie Munro, schottisch-gälisch Donaidh Rothach, (* 2. August 1953 in Uig auf der Insel Skye, Schottland) ist ein schottischer Folk-Rock-Musiker und ehemaliger Sänger der Band Runrig.

## Frühes Leben
Munro ist auf der westschottischen Insel Skye aufgewachsen und spricht Schottisch-Gälisch als Muttersprache. Nach dem Besuch der High School besuchte Munro zunächst das Art College in Aberdeen und später die Universität Edinburgh. Nach seinem Abschluss unterrichtete er an verschiedenen Schulen.

## Musikalische Karriere
1974 wurde Munro Frontmann der Band Runrig, die in den 1980er und 1990er Jahren zur führenden gälischen Popgruppe werden sollte. Ihren größten kommerziellen Erfolg erreichte sie 1991 mit dem Album The Big Wheel. 1997 verließ er Runrig. Dem ging ein zwei Jahre andauernder persönlicher Entscheidungsprozess voraus, dessen Einzelheiten nie die Öffentlichkeit erreichten. 1999 startete Donnie Munro seine musikalische Solokarriere mit dem Album On the West Side.

## Politische Karriere
1991 wurde Munro auf drei Jahre zum Rektor der Universität Edinburgh gewählt. Sie verlieh ihm 1997 die Ehrendoktorwürde.
Nach dem Ausstieg bei Runrig konnte Munro sein Engagement bei der schottischen Labour Party intensivieren. Er kandidierte für sie bei den Schottischen Parlamentswahlen 1999 um den Sitz für den Wahlkreis Ross, Skye and Inverness West, unterlag allerdings dem liberaldemokratischen Kandidaten John Farquhar Munro.

## Aktuelles
Donnie Munro lebt heute mit seiner Frau Teresa, die er 1982 heiratete, und seinen vier Kindern auf Skye.

Neben seiner musikalischen Karriere arbeitet er als Berater des Kultusministers und Kulturbeauftragter für die gälische Sozialforschung.

## Diskografie

### Studioalben
- 1999: On the West Side
- 2002: Across the City and the World
- 2003: Gaelic Heart
- 2006: Heart of America - Across the great divide

### Livealben / Compilationen
- 2000: Donnie Munro Live
- 2004: Fields of the Young (auch als DVD)
- 2005: Best of
- 2006: Donnie Munro and Friends (DVD)
- 2008: An Turas - Live at Celtic Connections 2008